# La Noue
La Noue é uma comuna francesa na região administrativa do Grande Leste, no departamento de Marne. Estende-se por uma área de 13.34 km², e possui 415 habitantes, segundo o censo de 2018, com uma densidade de 31 hab/km².